# Elaine May

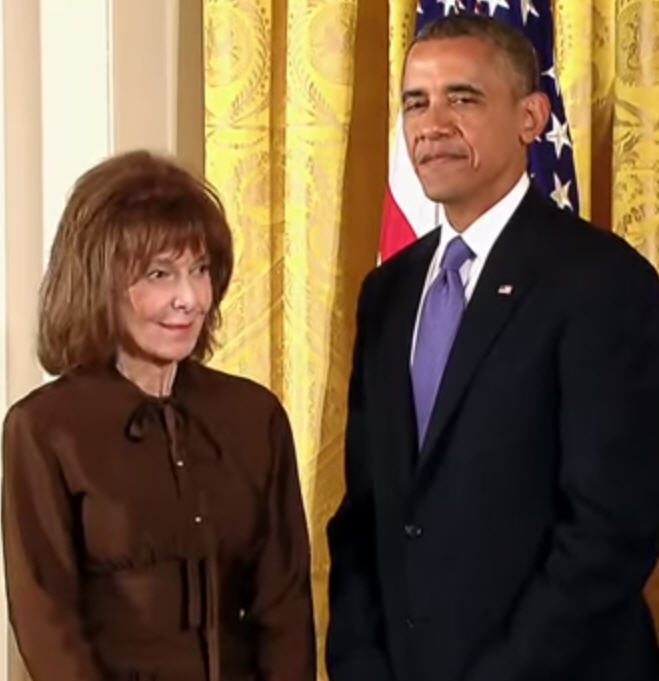
Elaine May mit Barack Obama (2012)

Elaine May (* 21. April 1932 in Philadelphia; gebürtig Elaine Berlin) ist eine US-amerikanische Schauspielerin, Autorin und Theater- und Filmregisseurin. Sie war eine der ersten Filmemacherinnen, die sich zumindest vorübergehend im amerikanischen Kommerzfilm etablieren konnte. 2022 erhielt sie den Ehrenoscar für ihr Lebenswerk.

## Leben
Die Tochter des Theaterdirektors und Schauspielers Jack Berlin und seiner Frau, der Schauspielerin Ida Berlin, trat bereits als Kind an der Seite ihres Vaters auf. 1947 nahm sie Schauspielunterricht bei Maria Ouspenskaya.
In den späten 1940er Jahren heiratete sie im Alter von 16 Jahren Marvin May. Sie gebar eine Tochter, die spätere Schauspielerin, Regisseurin und Drehbuchautorin Jeannie Berlin (die den Geburtsnamen ihrer Mutter behielt). Mit Jeanne arbeitete sie in späteren Jahren oft für Theaterinszenierungen zusammen. 1949 ließ sie sich im Alter von 17 Jahren scheiden. Im Jahr 1962 heiratete sie den Textdichter Sheldon Harnick, der für seine Arbeit an Anatevka am bekanntesten war, jedoch ließen sie sich nach einem Jahr wieder scheiden. Später ging May mit ihrem Psychoanalytiker David L. Rubinfine eine Verbindung mit späterer Heirat ein. May und Rubinfine blieben bis zu seinem Tod im Jahr 1982 verheiratet, obwohl sie in späteren Jahren getrennt lebten. Von 1999 bis zu seinem Tod im Februar 2019 war der amerikanische Filmregisseur und Choreograph Stanley Donen ihr Lebensgefährte.

## Karriere
Ihre berufliche Laufbahn begann May 1949 als technische Assistentin an New Yorker Bühnen. Ab 1950 besuchte sie die Universität Chicago. Auch studierte sie das Method Acting. 1953 wurde sie Mitglied der Theatergruppe Playwrights Theater Club und lernte den Schauspieler Mike Nichols kennen.
Zusammen mit Nichols bildete sie ein erfolgreiches Comedy-Duo. 1960 feierten sie mit An Evening with Mike Nichols and Elaine May ihr sensationelles Debüt am Broadway. Im Jahr darauf begann May nach der Trennung von Nichols ihre Karriere als Bühnenautorin und -regisseurin. Sie arbeitete auch für den Rundfunk und nahm Schallplatten auf. In New York formte und leitete sie die Theatergruppe The Third Ear. 1980 trat sie in einer Bühnenversion von Wer hat Angst vor Virginia Woolf? noch einmal zusammen mit Nichols auf.
Ab 1966 kam May gelegentlich zu Filmrollen, außerdem lieferte sie Beiträge als Drehbuchautorin und Regisseurin. Mit Keiner killt so schlecht wie ich, So gute Freunde und Pferdewechsel in der Hochzeitsnacht spezialisierte sie sich auf satirische Komödien, in denen das feindschaftliche Verhältnis zwischen Mann und Frau die zentrale Rolle einnahm und die privilegierte Position des Mannes beim Betrug der Frau enthüllte. Von der finalen Fassung ihres Films Keiner killt so schlecht wie ich distanzierte sie sich später, da dieser gegen ihren Willen umgeschnitten wurde.
Bei vielen Hollywood-Produzenten galt May als schwierig, unter anderem weil sie die Schnittfassungen ihres Films Mikey und Nicky immer wieder verzögerte, sodass der Film erst drei Jahre nach Ende der Dreharbeiten erscheinen konnte. 1985 gab Warren Beatty ihr als Produzent und Hauptdarsteller die Gelegenheit, mit der in Marokko gedrehten Komödie Ishtar eine aufwändige Produktion nach ihren Vorstellungen zu realisieren, doch der Film floppte und zog heftige Kritiken nach sich. Als Drehbuchautorin und Schauspielerin konnte sie in den 1990er Jahren ihr Renommee zurückgewinnen.

## Filmografie
- 1958: The Suburban Review (Serie Omnibus; Schauspielerin)
- 1958: The Red Mill (Serie The DuPont Show of the Month; Schauspielerin)
- 1967: Versuch’s doch mal mit meiner Frau (Luv; Schauspielerin)
- 1967: Sein großer Auftritt (Enter Laughing; Schauspielerin)
- 1967: Bach to Bach (Drehbuch, Schauspielerin)
- 1971: Keiner killt so schlecht wie ich (A New Leaf; Schauspielerin, Drehbuch, Regie)
- 1971: So gute Freunde (Such Good Friends; Drehbuch)
- 1972: Pferdewechsel in der Hochzeitsnacht (The Heartbreak Kid; Regie)
- 1976: Mikey und Nicky (Mikey and Nicky; Drehbuch, Regie)
- 1978: Der Himmel soll warten (Heaven Can Wait; Drehbuch)
- 1978: Das verrückte California-Hotel (California Suite; Schauspielerin)
- 1981: Reds (Drehbuch)
- 1982: Tootsie (Drehbuchmitarbeit, ungenannt)
- 1986: Die Reise ins Labyrinth (Labyrinth; Drehbuchmitarbeit, ungenannt)
- 1987: Ishtar (Regie, Drehbuch)
- 1990: Ein Köder für den Killer (In the Spirit; Schauspielerin)
- 1996: The Birdcage – Ein Paradies für schrille Vögel (The Birdcage; Drehbuch)
- 1998: Mit aller Macht (Primary Colors; Drehbuch)
- 2000: Schmalspurganoven (Small Time Crooks; Schauspielerin)
- 2016: Crisis in Six Scenes (Schauspielerin)
- 2021: The Good Fight (Staffel 5 als Ruth Bader Ginsburg)

## Auszeichnungen
- 1962: Grammy Award der Kategorie Beste Comedy-Darbietung zusammen mit Mike Nichols für An Evening With Mike Nichols and Elaine May
- 1969: Drama Desk Award als vielversprechende Dramatikerin für Adaptation
- 1972: Nominierung für den Golden Globe in der Kategorie Beste Hauptdarstellerin – Komödie oder Musical für ihre Rolle in Keiner killt so schlecht wie ich
- 1978: Saturn Award in der Kategorie Bestes Drehbuch zusammen mit Warren Beatty für Der Himmel soll warten
- 1979: Oscar-Nominierung in der Kategorie Bestes adaptiertes Drehbuch für Der Himmel soll warten
- 1988: Goldene Himbeere in der Kategorie Schlechteste Regie für Ishtar
- 1998: Nominierung für den Online Film Critics Society Award in der Kategorie Bestes adaptierte Drehbuch für Mit aller Macht
- 1999: British Academy Film Award in der Kategorie Bestes adaptiertes Drehbuch für Mit aller Macht
- 1999: Oscar-Nominierung in der Kategorie Bestes adaptiertes Drehbuch für Mit aller Macht
- 2000: Nominierung für den Online Film Critics Society Award in der Kategorie Beste Nebendarstellerin für Schmalspurganoven
- 2001: National Society of Film Critics Award in der Kategorie Beste Nebendarstellerin für Schmalspurganoven
- 2022: Ehrenoscar für ihr Lebenswerk[5]